# Allerheiligenkirche (Warschau)

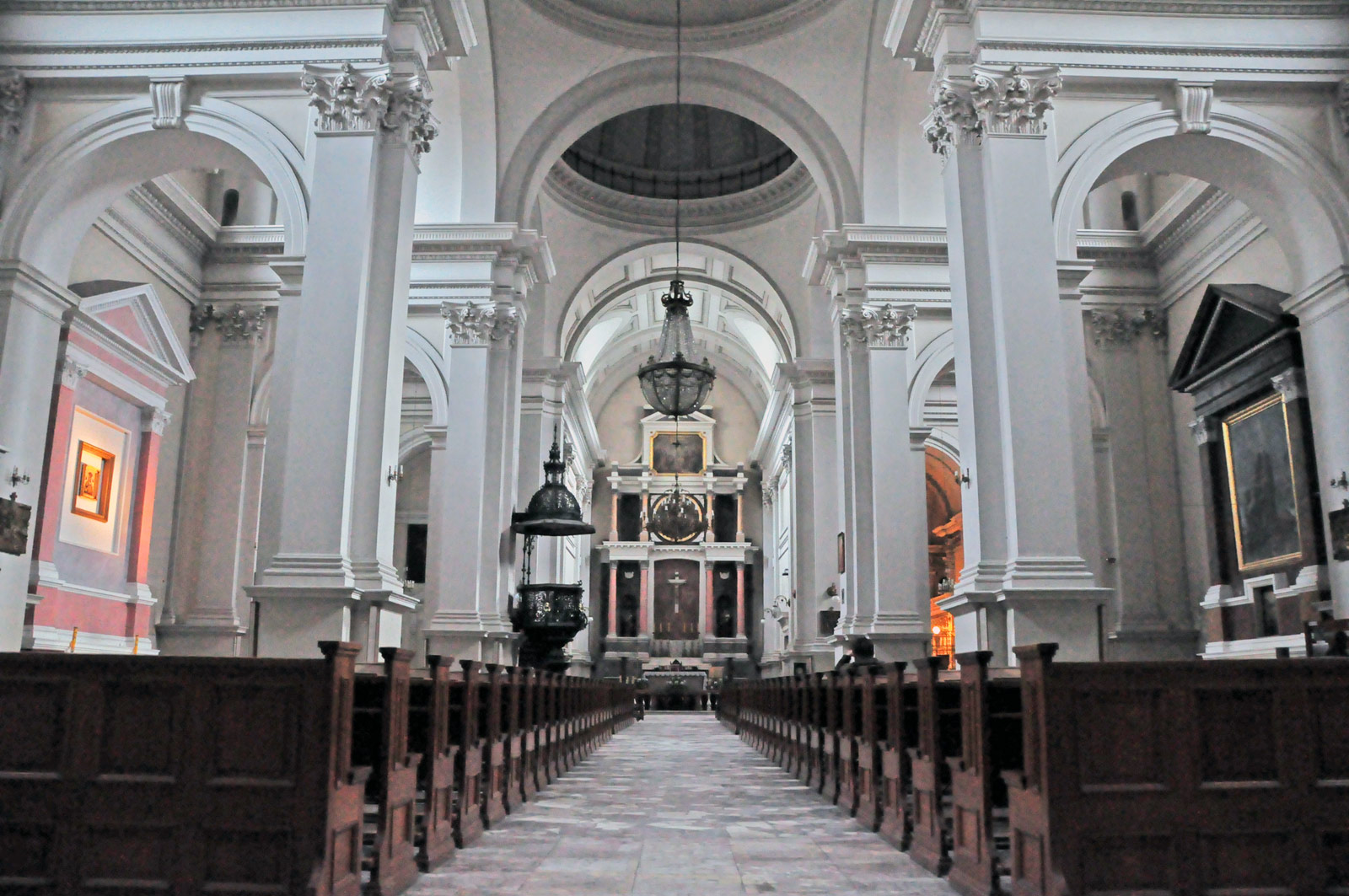
Innenraum

Die katholische Kirche Aller Heiligen (polnisch Kościół Wszystkich Świętych) in Warschau ist eine katholische Pfarrkirche am Plac Grzybowski.

## Geschichte
Die Kirche wurde von 1861 bis 1883 von Enrico Marconi im Stil der Neorenaissance errichtete. Die Kirche wurde beim Beginn des Zweiten Weltkriegs von der Luftwaffe bei der Bombardierung von Warschau beschädigt. Während des Zweiten Weltkriegs befand sich die Kirche zunächst auf dem Gebiet des Warschauer Ghettos. Sie wurde nach der Großen Aktion in Warschau der SS aus dem Ghetto ausgegliedert,  bei der Niederschlagung des Warschauer Ghettoaufstands 1943 von der SS stark beschädigt und erneut im Zuge des Warschauer Aufstands zerstört. Während des Warschauer Ghettos wurde die Kirche von Katholiken jüdischer Abstammung genutzt. Unter anderem fand Ludwik Hirszfeld in der Kirche Unterschlupf. Nach dem Krieg erhielt die Kirche die Auszeichnung House of Life. Die Kirche wurde nach dem Zweiten Weltkrieg rekonstruiert. Als Papst Johannes Paul II. 1987 eine Messe in der Kirche feierte, war auch Mutter Teresa anwesend.

## Geographische Lage
Die Kirche befindet sich am Plac Grzybowski in der Warschauer Innenstadt.